# Каструп, Миккель
Миккель Каструп (дат. Mikkel Kastrup, род. 6 ноября 1999) — датский профессиональный велогонщик, специалист по маунтинбайку, велокроссу и гравийному велоспорту.

## Карьера
Cпортивная карьера Миккеля Каструпа началась в 2015 году. Ранние годы карьеры Миккеля Каструпа были связаны с любительскими командами, где он оттачивал свое мастерство и определял предпочтительные дисциплины. В 2015 году он выступал за команду Rold Skov MTB. 
В 2017 году он занял 6-е место на Марселисборгском MTB-марафоне.
2018 год был отмечен несколькими успешными выступлениями: 3-е место на Чемпионате Дании по маунтинбайку (XCO)Чемпионате Дании по маунтинбайку (XCO) в Виборге, что стало его первым подиумом на национальном уровне в этой дисциплине; 7-е место на Хасле Велокросс при поддержке INTERLEX Advokater; 5-е место на 5-м этапе Xtreme Cup (DCU) в Хорсенсе; и ещё одно 3-е место на MTBRanders XCM DM. Каструп успешно выступил в Shimano Лига. В этом же году он занял 2-е место на Силькеборг MTB, а также 5-е место на Тур де Орс, 2-е местом на XCO UCI C1 в Коллинге.
В 2019 году Миккель Каструп продолжил демонстрировать высокие результаты. В гонке Три дня на севере он занял 8-е места на 1-м и 3-м этапах. Он также финишировал 8-м на чемпионате Дании по маунтинббайку в олимпийском кросс-кантри (XCO) на открытии гоночного сезона в Коллинге и 4-м на на чемпионате Дании в маунтинбайке в Виборге. В местных гонках он дважды занимал 2-е место: на Fri Bike Shop в Сённерборге и на Integoløbet в Хеденстеде. В рамках кубковых соревнований он занял 3-е место в финале Kvickly — Tornado Cup в Оддере и 3-е место на Meldgaardløbet в Рёдекро. На 3-м этапе Marcello Bergamo Pinse Cup в Раннерсе он также поднялся на 3-ю ступень пьедестала. В многодневных гонках он показал 5-е места на 1-м этапе гоночных дней Вайле и на 1-м этапе Shimano Лига при поддержке SIXT. Занял 6-е место на Силькеборг MTB.
2020 год принёс ему 4-е место на C.H. Byg — FN Entreprise во Фредерисии и 6-е место на Fri Bike Shop в Сённерборге. Он также занял 5-е место на гонке Хорсенс AC и 5-е место на Poul Erik Bech /UnoX Cup U19 в Коллинге.
В период с января 2021 по 21 июня 2022 года он являлся членом команды Aalborg Cykle-Ring. В 2021 году он финишировал 9-м на CK Дьюрс и 4-м на CK Норшелланд. В гонке в Фредериксберге он занял 9-е место, а в гонке оконных мастеров Фредериксхёй — 6-е. Значительным достижением стала его 3-е место на Хеденстед / Хорсенс — Master DM TT , что принесло ему бронзовую медаль чемпионата Дании среди мастеров в индивидуальной гонке. На 2-м этапе CAMPIONE Pinse Cup он занял 6-е место, а на 1-м этапе Holbæk CS Demin Cup //Ladies Cup // Uno-X Cup — 2-е место. В Næstved BC Tempoløbet он показал 6-й результат. Также отмечено его участие в Велосипедной неделе Раннерса. 
Переход на профессиональный уровень ознаменовался его присоединением 22 июня 2022 года к команде Team Aalborg-Sparekassen Danmark. Выступая за эту команду, Миккель Каструп принял участие в многодневной гонке Балтик Чейн Тур.
2023 год был очень насыщенным для Миккеля Каструпа, о чём свидетельствует его участие в многочисленных гонках. Среди них: 48-е место в Хольбеке, 54-е место в Fri Bike Shop Сённерборг, 49-е место в Tønder ACR løbet, 57-е место в Konggaard Løbet, 38-е место в Grand Prix Lumsås, 26-е место в Hobro Løbet, 28-е место в Spar Nord Fondens Gadeløb, 45-е место в общем зачёте Велосипедной недели Раннерса, сход с дистанции (DNF) в Puchar MON, участие в многодневной гонке Dookoła Mazowsza, сход с дистанции в MemoriaÅ Andrzeja Trochanowskiego, 63-е место в групповой гонке Чемпионата Дании по шоссейному велоспорту, 29-е место в Din Bilpartner Løbet, 30-е место в Agro-Top Løbet, 47-е место в Principia Løbet, 10-е место в Campione Pinse Cup, 13-е место в Fredericia CC, 33-е место в Frederiksberg EL Løbet, сход с дистанции в гран-при Хернинга, 55-е место в Kolding BC Løbet, 10-е место в Kriterium Frederikshøj, 72-е место в Slagelseløbet, участие в гонке Три дня на севере, и 57-е место в Meldgaardløbet.
2024 год стал для него периодом сотрудничества с командой Willing Able Racing. В 2024 году он принял участие в Чемпионате мира по гравийному велоспорту, где занял 158-е место, а также в гонках Lichtervelde (49-е место), Silkeborg (15-е место), Frederikshøj powered by Martinsen (18-е место), Гравийная мировая серия UCI (12-е место), Тур Фюна (DNF), гран-при Хернинга(76-е место), и Fredericia CC (47-е место).
С 2025 года Миккель Каструп является членом команды CeramicSpeed Herning CK Elite. В 2025 году команда приняла участие в Туре Фюна, где Каструп занял 128-е место. Кроме этого, Каструп принимал участие в многочисленных соревнованиях по маунтинбайку, таких как Marselisborg MTB Marathon, Чемпионат Дании по маунтинбайку, MTBRanders XCM DM , Shimano Liga  и Silkeborg MTB.

### Достижения
2017
6-й на Марселисборгском MTB марафоне
2018
3-й на Чемпионате Дании по маунтинбайку (XCO), Виборг
7-й на Хасле Велокросс при поддержке INTERLEX Advokater
5-й на 5-м этапе Xtreme Cup (DCU), Хорсенс
3-й на MTBRanders XCM DM
Shimano Лига:
6-й на 1-м этапе
7-й на 2-м этапе
3-й на 3-м этапе
4-й на 4-м этапе
2-й на Силькеборг MTB
5-й на Тур де Орс (Motion)
2-й на XCO UCI C1, гоночные дни при поддержке SRAM, Коллинг
2019
3 дня на севере:
8-й на 1-м этапе
8-й на 3-м этапе
8-й на DCU XCO — открытие гоночного сезона, Коллинг
4-й на DCU XCO — MTB, Виборг
2-й на Fri Bike Shop, Сённерборг
2-й на Integoløbet Хеденстед
Kvickly — Tornado Cup FINALE, Оддер
3-й на Meldgaardløbet — велоклуб RKCC, Рёдекро
3-й на 3-м этапе Marcello Bergamo Pinse Cup — Раннерс
5-й на 1-м этапе гоночных дней Вайле при поддержке SRAM:
5-й на 1-м этапе Shimano Лига при поддержке SIXT
6-й на Силькеборг MTB
2020
4-й на C.H. Byg — FN Entreprise, Фредерисия
6-й на Fri Bike Shop, Сённерборг
Хорсенс AC
5-й на Poul Erik Bech /UnoX Cup U19 — IKKE B&U, Коллинг
Вейен — Эсбьерг
2021
9-й на CK Дьюрс
4-й на CK Норшелланд
9-й на гонке в Фредериксберге
6-й на Фредериксхёй, гонка оконных мастеров
3-й на Хеденстед / Хорсенс — Master DM TT
6-й на 2-м этапе CAMPIONE Pinse Cup
2-й на Holbæk CS Demin Cup //Ladies Cup // Uno-X Cup 1-й этап
6-й на Næstved BC Tempoløbet
Велосипедная неделя в Раннерсе:
7-й на 3-м этапе
5-й на 4-м этапе
2-й в генеральной классификации
Rødspætteløbet (M)
2-й на Ютландс Ринген
6-й на 1-м этапе CAMPIONE Pinse Cup
2-й на Spar Nord Mors Rundt
2-й на State Energy Race при поддержке OCC
4-й на Тур де Орс
3-й на Tønder ACR — Hydro
2022
4-й на Фредериксберг EL // PI
Хобро
Kolding BC
5-й на Middelfart — 2-й этап
Rødspætteløbet (M)
2-й на VOGNSILDLØBET
2-й на Visit Vejle
2023
10-й на 2-м этапе CAMPIONE Pinse Cup
10-й на критериуме Фредериксхёй, гонка оконных мастеров при поддержке MARTINSEN
2024
8-й на Ronde van Borum
7-й на Ulven Gravel
2-й на Saltum klassikeren